# Équipe du Sénégal féminine de volley-ball
L'équipe du Sénégal féminine de volley-ball est composée des meilleures joueuses sénégalaises sélectionnées par la Fédération sénégalaise de volley-ball (FSVB). Elle est actuellement classée au 47e rang de la Fédération internationale de volley-ball au 11 juillet 2022.

## Sélection 2009
Sélection pour les qualifications aux championnats du monde 2010.
Entraîneur :  Amadou Sène ; entraîneur-adjoint :  Mamadou Lamine Ba

## Palmarès et parcours

### Parcours

#### Championnat d'Afrique de volley-ball féminin
| - 1976 : Non qualifié - 1985 : Non qualifié - 1987 : Non qualifié - 1991 : Non qualifié - 1993 : Non qualifié - 1995 : Non qualifié - 1997 : Non qualifié - 1999 : Non qualifié - 2001 : Non qualifié - 2003 : 8e | - 2005 : Non qualifié - 2007 : 5e - 2009 : 4e - 2011 : 4e - 2013 : 4e - 2015 : 4e - 2017 : 4e - 2019 : 3e - 2021 : 7e |

#### Jeux africains
| - 1978 : ? - 1987 : ? - 1991 : ? - 1995 : ? - 1999 : non participante - 2003 : non participante - 2007 : 10e - 2011 : non participante |